# Ochozias (Israël)
Pour les articles homonymes, voir Ochozias.
Ochozias ou Achazia (אחזיהו המלך), fils d’Achab et de Jézabel, est roi d’Israël pendant 2 ans au milieu du IXe siècle av. J.-C.

## Présentation
Dans le deuxième livre des Rois (1R 22,54 - 2R 1), Ochozias rend un culte à Baal, comme l’ont fait ses parents. Il négocie avec Josaphat, roi de Juda, au sujet de navires devant permettre d’atteindre Tarsis.
Étant tombé du balcon de son palais, Ochozias fait consulter Baal Zébub dieu d'Eqron, le dieu vénéré dans la ville philistine d'Éqron, pour savoir s'il guérira ; Dieu envoie alors Elie informer celui-ci qu'il ne se relèvera pas de son lit pour avoir adoré un dieu païen. Ochozias envoie alors à deux reprises un groupe de soldats pour se saisir d'Elie et par deux fois, Dieu les fait périr. À la troisième fois, Dieu épargne les soldats qui s'en retournent et confirment au roi Ochozias la sentence prononcée par Elie à son encontre. Ochozias meurt et son frère Joram lui succède.
Notons que traditionnellement, Baal Zébub était un dieu lié à la médecine, notamment à la guérison des fièvres et épidémies.
Ochozias régna de -850 à -849 selon William F. Albright ou de -853 à -852 selon Edwin R. Thiele. C’est probablement durant son règne, que Mesha, roi de Moab, se révolta contre Israël.